# Universidade de Argel Benyoucef Benkhedda
A Universidade de Argel Benyoucef Benkhedda, ou Universidade de Argel 1 (em árabe:جامعة الجزائر - بن يوسف بن خـدة; em francês: Université d'Alger 1), é a maior, mais antiga e mais prestigiosa universidade da Argélia. Está sediada em Argel, a capital nacional.
Surgida de uma série de instituições independentes no século XIX, foi organizada como universidade em 1909 e profundamente reorganizada em 2009, com a Argel 1 sendo herdeira da universidade decana.
Homenageia a Benyoucef Benkhedda, considerado um dos heróis do processo de independência da Argélia.

## Histórico
A tradição histórica do ensino superior em território argelino teve início no ano de 1832, com a criação da Escola de Letras de Argel, como forma de garantir o ensino das línguas árabe e francesa, no contexto da conquista francesa da Argélia. Em 1849 a instituição abriu campus em Orão e Constantina, e foi formalmente integrada ao sistema regular de ensino francês em 20 de dezembro de 1879. Subsequentemente, surgiria a Escola Superor de Medicina e Farmácia em 1833 (oficializada em  4 de agosto de 1857); em 1868 a Escola de Ciências, e; em 1879 a Escola de Direito. Todas tinham sede na cidade de Argel. Em 1909 todas as instituições de ensino foram transformadas em faculdades.

### Criação e primeiros anos
A Universidade de Argel, foi criada em 30 de dezembro de 1909, como resultado da fusão das faculdades independentes de Argel.
A instalação do governo da França Livre em Argel, fazendo-a capital em exílio em 1942, é marcado pela admissão de um maior número de estudantes muçulmanos, que passam a representar 11,4% do total de alunos. Os números de argelinos e franceses se tornariam equivalentes somente em 1961.
Em 19 de maio de 1956, a União Geral dos Estudantes Muçulmanos Argelinos (UGEMA) convocou uma greve estudantil por tempo indefinido, que paralisou os cursos e exames acadêmicos da Universidade de Argel, angariando apoio da Frente de Libertação Nacional.

### Incêndio da biblioteca
Em 7 de junho de 1962 — apenas um mês antes do referendo da independência argelina — a Organização Armada Secreta (OAS), o movimento de colonos que se opunha à independência argelina, ateou fogo ao prédio da biblioteca, destruindo 500.000 livros. A destruição desses livros foi vista como uma tática de terra arrasada em todo o mundo árabe. A reação nos outros países da região, como o Egito, Iraque e Jordânia, foi duríssima no sentido de condenar o ato. Mostrou o ponto de selvageria do movimento anti-independência, que se estenderia até mesmo a remoção e, de fato, à destruição da cultura de uma nação ainda nascente, portanto carente de construção de sua própria identidade nacional.
O montante dos danos foi estimado, à época, em 7 bilhões de francos. O prédio foi reconstruído após 4 anos de trabalho, e reabriu as portas em 12 de abril de 1968. Porém, os exemplares destruídos nunca puderam ser totalmente repostos.

### Pós-independência nacional
A reforma do ensino superior de 1971 aboliu o sistema de faculdades e agrupou as diferentes disciplinas por afinidades, no âmbito de departamentos e institutos. A reforma decreta a arabização progressiva das disciplinas, começando com certas aulas de ciências sociais (inicialmente, filosofia e história). Em 12 de dezembro de 1998 o sistema de faculdades foi restabelecido.
Em 2009 a universidade subdivide-se em três novas instituições. A principal, Universidade de Argel Benyoucef Benkhedda (ou Universidade de Argel 1), fica como herdeira da antiga Universidade de Argel, enquanto que surgem a Universidade Abou El Kacem Saadallah (Universidade de Argel 2) e a Universidade Brahim Soltane Chaibout (Universidade de Argel 3).
Em 2015, face aos edifícios degradados, acadêmicos e intelectuais exigiram a classificação da universidade como patrimônio tangível, imaterial e como monumento histórico pertencente ao patrimônio nacional. O Ministério da Cultura atendeu ao pedido em julho de 2015..